# Фахрудин Јусуфи
Фахрудин Јусуфи (Зли Поток, 8. децембар 1939 — Београд, 9. август 2019) био је југословенски и српски фудбалер горанског порекла.
За репрезентацију Југославије, је одиграо 55 утакмица и учествовао је на Светском првенству 1962, Европском првенству 1960, на којем је освојио сребрну медаљу и на Олимпијским играма 1960, на којем је освојио златну медаљу.

## Каријера
У Београд се са породицом доселио још као дечак где је почео да тренира фудбал у нижеразредном клубу Победа. За први тим Партизана је дебитовао у сезони 1957/58. и највећи део каријере је провео на позицији десног бека.
Са Партизаном је освојио четири титуле првака Југославије - 1960/61, 1961/62, 1962/63 и 1964/65. Јусуфи је у Партизану као играч био у периоду од 1957. до 1966, односно као тренер од 1987. до 1988. године.
За репрезентацију Југославије је одиграо 55 утакмица и учествовао на Светском првенству 1962. године, Европском првенству 1960, на којем је освојио сребрну медаљу и на Олимпијским играма 1960. где се окитио златном медаљом.